# Not Another High School Show
Pour plus de détails, voir Fiche technique et Distribution.
Not Another High School Show est un téléfilm américain diffusé le 21 septembre 2007 sur Comedy Central.

## Fiche technique
- Titre original : Not Another High School Show
- Réalisation :
- Scénario : Mike Bender
- Décors : Jim Dultz
- Costumes : Paula Elins
- Photographie : Jamie Barber
- Montage : John M. Valerio
- Musique : Dylan Berry et Noah Lifschey
- Production : Don Poquette
  - Production déléguée : Neal H. Moritz, Joel Gallen, Mike Bender
  - Production associée : Billy Crawford
- Société(s) de production : Sony Pictures Television
- Société(s) de distribution : Comedy Central
- Pays d'origine : États-Unis
- Année : 2007
- Langue originale : anglais
- Format : couleur
- Genre : comédie
- Durée : 30 minutes
- Dates de sortie : 
  -  États-Unis : 21 septembre 2007

## Distribution
- John Keefe :
- Jocelin Donahue : Melissa
- Rachel Specter : Spring
- Jeffrey Christopher Todd : Lawson Goldstein
- Alison Brie : Muffy
- Anna Osceola : Charlie
- Brendan Miller : 	Sean Saunders
- Jennifer Lawrence : Frantic Girl
- Michelle Pierce : Melissa's Stepmother
- Jonathan Arthur : Teen Wolf
- Christina Blevins : Partier / High School Student
- Andy Dick : Kenny Bonerman
- Kristen Endow : High School Student
- Danella Lucioni : Teen Wolf's Friend
- Meredith Scott Lynn : Gabby
- Arthur Napiontek : Chad
- Nicole Nogrady : Kissing Couple Girl
- Ethan Phillips : Pat